# John Ranch
John Raymond Ranch (16 de noviembre de 1940) es un deportista australiano que compitió en remo. Participó en los Juegos Olímpicos de México 1968, obteniendo una medalla de plata en la prueba de ocho con timonel.

## Palmarés internacional
| Juegos Olímpicos | Juegos Olímpicos          | Juegos Olímpicos | Juegos Olímpicos |
| Año              | Lugar                     | Medalla          | Prueba           |
| ---------------- | ------------------------- | ---------------- | ---------------- |
| 1968             | Ciudad de México (México) | Medalla de plata | Ocho con timonel |